# Керинов Грм
Керинов Грм (словен. Kerinov Grm) је насељено место у општини Кршко, Посавска регија, Словенија.

## Историја
До територијалне реорганизације у Словенији био је у саставу старе општине Кршко. Керинов Грм постоји као самостално насеље од 2010. године. Настала је издвајањем дела из насеља Горица.

## Становништво
У попису становништва из 2011. године, Керинов Грм је имао 79 становника.
| Број становника према пописима |
| ------------------------------ |
| 2011                           |
| 79                             |

Напомена: Године 2010. настала издвајањем дела из насеља Горица.